# Витіснення аборигенних видів
Ви́тіснення абориге́нних фо́рм — біогеографічний термін, який описує явище витіснення аборигенних видів прибульцями з сусідніх, а часто досить віддалених територій. Витіснення аборигенних форм зазвичай полегшується тим, що аборигенні види нерідко є вкрай спеціалізованими, а іноді й реліктовими формами. Колоністи ж, навпаки, часто є еврибіонтними видами, і перевага виявляється на їхньому боці. Так сталося з давньою фауною  Нової Зеландії та  Австралії, відступаючої під натиском європейських і північноамериканських видів, завезених людиною.  Філогенетично молоді та високоорганізовані види  північної півкулі витісняють древніх і менш конкурентоспроможних мешканців  південної півкулі.
Слід додати, що господарська діяльність людини нерідко сприяє витісненню  аборигенних форм і створює сприятливі умови для нових колоністів. Виражається це зазвичай у зміні ландшафту.
Витіснення відбувається при зіткненні на одній території двох далеких і неспоріднених форм, частіше, як уже говорилося, архаїчних і сучасних. Систематично ж близькі форми зазвичай займають суміжні території, але не одні й ті ж. Тут проявляється  вікаріювання, тобто географічне заміщення один одного. Найзвичайніший географічний вікаріат у підвидів одного виду (підвиди завжди  алопатричні — кожен з них має ізольований ареал). Їх конкурування і являє собою сильну перешкоду для розселення, але витіснення не відбувається. Якщо ж зустрічаються цілком сформувані види, вони можуть бути  симпатричними, тобто співіснувати на одній території. Однак у такому випадку між ними є екологічні відмінності, що ослабляють конкуренцію.
Відповідно до поглядів Е. Майра (1942), у тварин з статевим розмноженням новий вид розвивається тільки за умови, якщо популяція, відокремлена географічно від батьківського виду, набуває ознак, які б сприяли репродуктивній ізоляції або гарантують її після руйнування зовнішніх перешкод. Ще Л. Бух (1825) і Ч. Дарвін (1844) високо оцінювали роль  географічної ізоляції в процесі видоутворення. Велике значення їй надавали й такі видатні натуралісти, як Г. Бейтс і А. Уоллес. Однак автором теорії географічного видоутворення став мандрівник і натураліст М. Вагнер. У 1868 р. він писав: «… формування того різновиду, який Дарвін розглядає як вид, що зароджується, може мати успіх в природі тільки в тому випадку, якщо група особин зможе перетнути колишню межу свого ареалу і відокремитися на тривалий час від інших членів свого виду». К. Йордан (1896) першим встановив, що видоутворення є одночасно продуктом  мутацій та ізоляції. Великий внесок у вивчення географічного видоутворення вніс Е. Майр (1968).
При розселенні виду його популяції нерідко потрапляють в умови географічної ізоляції. Подібні приклади непоодинокі. Припустимо, одна з двох популяцій виду подолала перешкоду типу гірських хребтів або морських проток і адаптувалася в нових умовах, в той час як інша залишилася за перешкодою. З цього моменту генетичні перебудови в цих популяціях здійснюються по-різному, що, врешті-решт, призводить до розвитку у них ізолюючих механізмів, що перешкоджають схрещуванню. Такими механізмами можуть бути етологічні особливості (різні хімічні стимули, різні форми шлюбних ігор, відмінності в шлюбному оперенні), морфологічні ознаки (наприклад, різниця в будові копулятивного апарату), фенологічні властивості (різні терміни досягнення статевої зрілості) тощо Чим більше зовнішніх перешкод перешкоджає обміну генами і чим більше віддалені одна від одної популяції, вважає Майр, тим більше імовірність глибоких генетичних змін в цих популяціях.
Особливо ефективно демонструють географічне видоутворення випадки кільцевого перекривання. Як приклад можна навести ареали підвидів сріблястого мартина або великої синиці. Якщо в результаті зустрічі змінених популяцій гібридизація в порівняно вузькій зоні можлива, значить, популяції досягли рівня підвидів. Якщо ж гібридизація з особинами материнської популяції повністю виключається, то це означає, що популяція, яка змінилася, стала самостійним видом.
В областях, де є багато перепон ( гірські системи, архіпелаги), частіше утворюються ізольовані популяції, і географічне видоутворення там відбувається швидше.